# Adrien Costa
Adrien Costa (Los Altos, 19 augustus 1997) is een Amerikaans voormalig wielrenner die in 2018 een punt achter zijn carrière zette.

## Carrière
In 2014 werd hij achter de Duitser Lennard Kämna tweede op het wereldkampioenschap tijdrijden voor junioren. Een jaar later werd Costa wederom tweede, ditmaal achter Kämna's landgenoot Leo Appelt.
In 2016 reed Costa voor Axeon Hagens Berman. Na onder meer etappezeges in de Ronde van Bretagne en de Ronde van Savoie mocht hij vanaf eind juli stage lopen bij Etixx-Quick Step. Tijdens deze stageperiode reed hij, in dienst van Axeon Hagens Berman, de Ronde van Utah. Hier wist hij in drie etappes op het podium te eindigen en achter Lachlan Morton tweede te worden in het eindklassement. Het bergklassement schreef hij, met een voorsprong van negen punten op Andrew Talansky, op zijn naam, evenals het jongerenklassement. Twee weken later stond hij als een van de topfavorieten aan de start van de Ronde van de Toekomst. De vierde etappe, een individuele tijdrit van zestien en een halve kilometer, schreef hij op zijn naam door het parcours sneller af te leggen dan ploeggenoot Neilson Powless en Jonathan Dibben, waardoor hij naar de zevende plaats in het algemeen klassement steeg. Door in de laatste drie etappes telkens bij de beste zeven renners te eindigen wist Costa de derde plaats in het eindklassement te behalen. Enkel winnaar David Gaudu en Edward Ravasi bleven hem voor. Namens Etixx-Quick Step reed hij later dat jaar onder meer de Ronde van Groot-Brittannië.
In februari 2017 werd Costa elfde in het eindklassement van de Ronde van Alentejo. In april van dat jaar werd hij onder meer achttiende in het eindklassement van de Circuit des Ardennes, vijftiende in Luik-Bastenaken-Luik voor beloften en vijfde in de Ronde van Belvedere, waarna hij geen wedstrijd meer uitreed. In juli van dat jaar werd bekend dat Costa zijn carrière tijdelijk beëindigde vanwege oververmoeidheid en om zijn ontwikkeling niet te overhaasten. Hij werd door zijn ploeg wel ingeschreven bij de UCI voor het seizoen 2018, met het doel om dat seizoen zijn rentree te maken. Begin februari werd echter bekend dat Costa zijn carrière niet zou voortzetten.
Tijdens een rotsbeklimming in Californië kwam er op 29 juli 2018 een rotsblok op Costa's rechterbeen, waardoor deze gedeeltelijk geamputeerd diende te worden.

## Overwinningen
2013
 Amerikaans kampioen tijdrijden, Nieuwelingen
 Amerikaans kampioen op de weg, Nieuwelingen
2014
2e en 3e etappe Tour du Pays de Vaud
Eind- en jongerenklassement Tour du Pays de Vaud
 Amerikaans kampioen tijdrijden, Junioren
3e etappe Ronde van Abitibi
2015
3e etappe Vredeskoers, Junioren
Bergklassement Vredeskoers, Junioren
2e etappe deel A en B Tour du Pays de Vaud
Eindklassement Tour du Pays de Vaud
6e en 7e etappe Ronde van Abitibi
Eind- en puntenklassement Ronde van Abitibi
2016
Jongerenklassement Triptyque des Monts et Châteaux
4e etappe Ronde van Bretagne
Eind- en jongerenklassement Ronde van Bretagne
Bergklassement Ronde van Rhône-Alpes Isère
4e etappe Ronde van Savoie
Berg- en jongerenklassement Ronde van Utah
4e etappe Ronde van de Toekomst

## Ploegen
- 2016 –  Axeon Hagens Berman (vanaf 4-5)
- 2016 –  Etixx-Quick Step (stagiair vanaf 27-7)
- 2017 –  Axeon Hagens Berman
- 2018 –  Hagens Berman Axeon (tot 31-1)

Barta · Brown · Costa · Curran · Daniel · Dunbar · Geoghegan Hart · Guerreiro · Joyce · Neilands · O'Donnell · Oien · Owen · Powless · Williams · Young
Alaphilippe · Boonen · Bouet · Brambilla · Contreras · de la Cruz · De Plus · Gaviria · Jungels · Keisse · Kittel · Lampaert · Maes · D. Martin · T. Martin   · Martinelli · Meersman · Richeze · Sabatini · Serry · Štybar · Terpstra · Trentin · Vakoč · Vandenbergh · Van Keirsbulck · Velits · Vermote · Verona · Wiśniowski · Costa (stagiair) · García (stagiair) · Sisr (stagiair)
Anderson · Barta · Blevins · Brown · Costa · Curran · Dunbar · Garrison · Lawless · Narváez · I. Oliveira · R. Oliveira · Owen · Powless · Rice · Young
Almeida · Anderson · Barta · Bennett · Bjerg · Blevins · Brown · Costa · Davis · Garrison · Mostov · I. Oliveira · R. Oliveira · Philipsen · Revard · Rice · Zijlaard